# LCP
LCP — сокращение от Link Control Protocol — протокол управления соединением.

## Назначение протокола
LCP является частью протокола Point-to-Point Protocol. При установлении соединения PPP передающее и принимающее устройство обмениваются пакетами LCP для уточнения специфической информации, которая потребуется при передаче данных.
Согласование параметров соединения проводится в форме переговоров.
LCP протокол осуществляет:
- проверку идентификации соединяемых устройств и, вследствие этого разрешает или отклоняет установку соединения
- определение приемлемого размера кадров для передачи MTU и приёма — MRU
- ограничение по ширине канала
- шифрование аутентификации соединения
- сжатие данных
- обнаружение петель маршрутизации
- проверку синтаксиса и поиск ошибок в конфигурации
- разрыв соединения, если какое-либо значение превышает заданный параметр

Устройства не могут передавать данные друг другу по сети прежде чем LCP пакеты не определят доступность устанавливаемого соединения.
Так как LCP инкапсулируется в кадры РРР, необходимо установление первоначального соединения РРР прежде, чем LCP сможет переопределить его. Пакет LCP поверх PPP содержит код протокола 0xC021 и имеет четыре поля — код, идентификатор, длина и данные.

## Формат пакета LCP
| Заголовок пакета LCP | Заголовок пакета LCP | Заголовок пакета LCP | Заголовок пакета LCP | Заголовок пакета LCP | Заголовок пакета LCP | Заголовок пакета LCP | Заголовок пакета LCP | Заголовок пакета LCP       | Заголовок пакета LCP       | Заголовок пакета LCP       | Заголовок пакета LCP       | Заголовок пакета LCP       | Заголовок пакета LCP       | Заголовок пакета LCP       | Заголовок пакета LCP       | Заголовок пакета LCP | Заголовок пакета LCP | Заголовок пакета LCP | Заголовок пакета LCP | Заголовок пакета LCP | Заголовок пакета LCP | Заголовок пакета LCP | Заголовок пакета LCP | Заголовок пакета LCP | Заголовок пакета LCP | Заголовок пакета LCP | Заголовок пакета LCP | Заголовок пакета LCP | Заголовок пакета LCP | Заголовок пакета LCP | Заголовок пакета LCP | Данные        |
| 0                    | 1                    | 2                    | 3                    | 4                    | 5                    | 6                    | 7                    | 8                          | 9                          | 10                         | 11                         | 12                         | 13                         | 14                         | 15                         | 16                   | 17                   | 18                   | 19                   | 20                   | 21                   | 22                   | 23                   | 24                   | 25                   | 26                   | 27                   | 28                   | 29                   | 30                   | 31                   | nnn           |
| Code (Код)           | Code (Код)           | Code (Код)           | Code (Код)           | Code (Код)           | Code (Код)           | Code (Код)           | Code (Код)           | Identifier (Идентификатор) | Identifier (Идентификатор) | Identifier (Идентификатор) | Identifier (Идентификатор) | Identifier (Идентификатор) | Identifier (Идентификатор) | Identifier (Идентификатор) | Identifier (Идентификатор) | Length (Длина)       | Length (Длина)       | Length (Длина)       | Length (Длина)       | Length (Длина)       | Length (Длина)       | Length (Длина)       | Length (Длина)       | Length (Длина)       | Length (Длина)       | Length (Длина)       | Length (Длина)       | Length (Длина)       | Length (Длина)       | Length (Длина)       | Length (Длина)       | Data (Данные) |

## Расшифровка значений первого байта заголовка — Code
| Code | Значения           | Описание                    | RFC      |
| ---- | ------------------ | --------------------------- | -------- |
| 0    | Vendor Specific999 | Определяется производителем | RFC 2153 |
| 1    | Configure-Request  | Запрос конфигурации         |          |
| 2    | Configure-Ack      | Подтверждение конфигурации  |          |
| 3    | Configure-Nak      | Альтернативные значения     | RFC 1661 |
| 4    | Configure-Reject   | Отказ в конфигурации        |          |
| 5    | Terminate-Request  | Запрос на разрыв соединения |          |
| 6    | Terminate-Ack      | Подтверждение разрыва       |          |
| 7    | Code-Reject        | Отказ в принятии кода       |          |
| 8    | Protocol-Reject    | Отказ в принятии протокола  |          |
| 9    | Echo-Request       | Эхо-запрос                  |          |
| 10   | Echo-Reply         | Эхо-ответ                   |          |
| 11   | Discard-Request    | Запрос на отбрасывание      |          |
| 12   | Identification     | Идентификация               | RFC 1570 |
| 13   | Time-Remaining     | Времени осталось            | RFC 1570 |

## Расшифровка значений второго байта заголовка — Identifier
Идентификатор может принимать значения от 0 до 255.

## Расшифровка значений третьего и четвёртого байта заголовка — Length
Поле Длина содержит общий размер в байтах всего пакета LCP, включая заголовок
Length = Code (1) + Identifier (1) + Length (2) + Data (n) = n + 4
где n — размер Данных кадра в байтах
Поле записывается в формате big endian (старший байт значения поля предшествует младшему в потоке данных)